# Кортеш-ду-Мейю
Кортеш-ду-Мейю (порт. Cortes do Meio; МФА: [ˈkoɾ.tɨʒ du ˈmɐj.u]) — парафія в Португалії, у муніципалітеті Ковілян. Розташована в східній частині країни, на теренах історичної португальської провінції Бейра. Входить до складу округу Каштелу-Бранку. За адміністративним поділом, чинним до 1976 року, терени парафії були складовою провінції Нижня Бейра. Належить до Порталегрівсько-Каштелу-Бранківської діоцезії Католицької церкви. Патрон — святий Рох. Площа — 47,4023 км². Населення — 884 ос. (2011). Слабо урбанізований регіон. Густота населення — 18,65 осіб/км²
. Код — 050308.

## Населення
| Кількість мешканців | Кількість мешканців | Кількість мешканців | Кількість мешканців | Кількість мешканців | Кількість мешканців | Кількість мешканців | Кількість мешканців | Кількість мешканців | Кількість мешканців | Кількість мешканців | Кількість мешканців | Кількість мешканців | Кількість мешканців | Кількість мешканців |
| ------------------- | ------------------- | ------------------- | ------------------- | ------------------- | ------------------- | ------------------- | ------------------- | ------------------- | ------------------- | ------------------- | ------------------- | ------------------- | ------------------- | ------------------- |
| 1864                | 1878                | 1890                | 1900                | 1911                | 1920                | 1930                | 1940                | 1950                | 1960                | 1970                | 1981                | 1991                | 2001                | 2011                |
| 845                 | 877                 | 980                 | 1 024               | 1 192               | 1 262               | 1 385               | 1 392               | 1 595               | 1 625               | 1 314               | 1 066               | 809                 | 969                 | 884                 |